# Tingena letharga
Tingena letharga är en fjärilsart som först beskrevs av Edward Meyrick 1883c.  Tingena letharga ingår i släktet Tingena och familjen praktmalar. Inga underarter finns listade i Catalogue of Life.